# معماری در نروژ

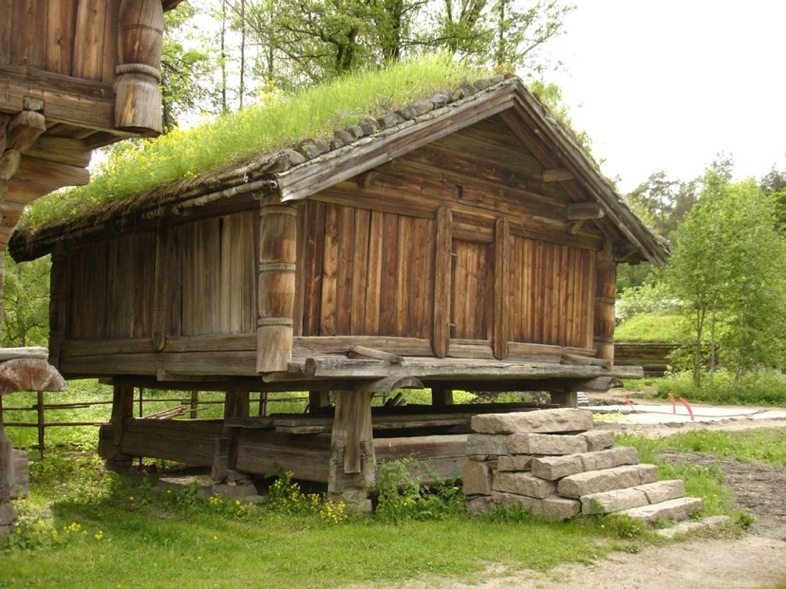
انباری در موزه مردمی نورسک، از حدود سال ۱۸۰۰ پیش

معماری در نروژ (انگلیسی: Architecture of Norway) با توجه به شرایط اقتصادی در حال تغییر، پیشرفت‌های تکنولوژیکی، نوسانات جمعیتی و تغییرات فرهنگی تکامل یافته‌است. در حالی که تأثیرات معماری بیرونی در بیشتر معماری نروژی مشهود است، آنها اغلب برای برآوردن شرایط آب و هوایی نروژ، از جمله: زمستان‌های سخت، بادهای تند در مناطق ساحلی سازگار شده‌اند.
دوره‌های معماری نروژ نیز به موازات تغییرات سیاسی و اجتماعی در نروژ در طول قرن‌ها دیده می‌شود. قبل از دوران وایکینگ‌ها، سازه‌های چوبی به یک پیشه هنری پیچیده تبدیل شدند که تاثیراتش در ساخت زیبا و مؤثر کشتی‌های بلند وایکینگ‌ها مشهود است. به دنبال آن، ورود مسیحیت، معماری رومی را در نیایشگاه‌ها و کلیساها معرفی کرد که دارای طاق‌هایی با نوک تیز مشخص، طاق‌های قوسی، پایه‌های صلیبی شکل پشتی طاق‌ها و طاق‌های تاژی شکل بودند که تا حد زیادی تحت تأثیر در نتیجه نفوذ مذهب از انگلستان است.
در طول قرون وسطی، جغرافیا اقتصاد و جمعیت پراکنده را دیکته می‌کرد. در نتیجه، فرهنگ سنتی مزرعه داری نروژی قوی باقی ماند و نروژ با اکثر کشورهای اروپایی در پذیرش ارباب‌رعیتی تفاوت داشت. این امر، همراه با در دسترس بودن چوب به عنوان مصالح ساختمانی، تضمین می‌کرد که نمونه‌های نسبتاً کمی از سبک‌های معماری باروک، رنسانس و روکوکو که اغلب توسط طبقات حاکم در سایر نقاط اروپا ساخته می‌شوند، در نروژ ساخته می‌شوند.
در عوض، این عوامل منجر به سنت‌های متمایز در معماری بومی نروژ شد که در مزارع موجود در بسیاری از موزه‌های روباز نروژی که ساختمان‌هایی از قرون وسطی تا سده نوزدهم را به نمایش می‌گذارند، حفظ شده‌اند. نمونه‌های برجسته عبارتند از موزه مردمی نورسک در اسلو و مایهاوگن در لیلهامر، و همچنین ساختمان‌های موجود که هنوز در مزارع مانند مزارع دره هیدال در حال استفاده شدن هستند.
در سده بیستم، معماری نروژ با ارتباط آن با سیاست اجتماعی نروژ از یک سو و نوآوری از سوی دیگر مشخص شده‌است. معماران نروژی برای کارشان در داخل نروژ - جایی که معماری به عنوان بیانی از سیاست اجتماعی در نظر گرفته می‌شود و هم در خارج از نروژ، در چندین پروژه نوآورانه شناخته شده‌اند.

## ویژگی‌های عمومی
ساخت و ساز در نروژ همیشه با نیاز به پناه دادن به مردم، حیوانات و اموال در برابر آب و هوای سخت، از جمله زمستان‌های سرد و یخبندان قابل پیش‌بینی، بارش‌های شدید در مناطق خاص، باد و طوفان مشخص شده‌است و موجب شده‌است که از منابع کمیاب ساختمان نهایت استفاده را ببرد. تا زمان مدرن، زیرساخت‌های حمل و نقل نیز ابتدایی بود و سازندگان تا حد زیادی مجبور بودند به مواد در دسترس محلی تکیه کنند.

## تاریخچه

### دوران پیش از تاریخ

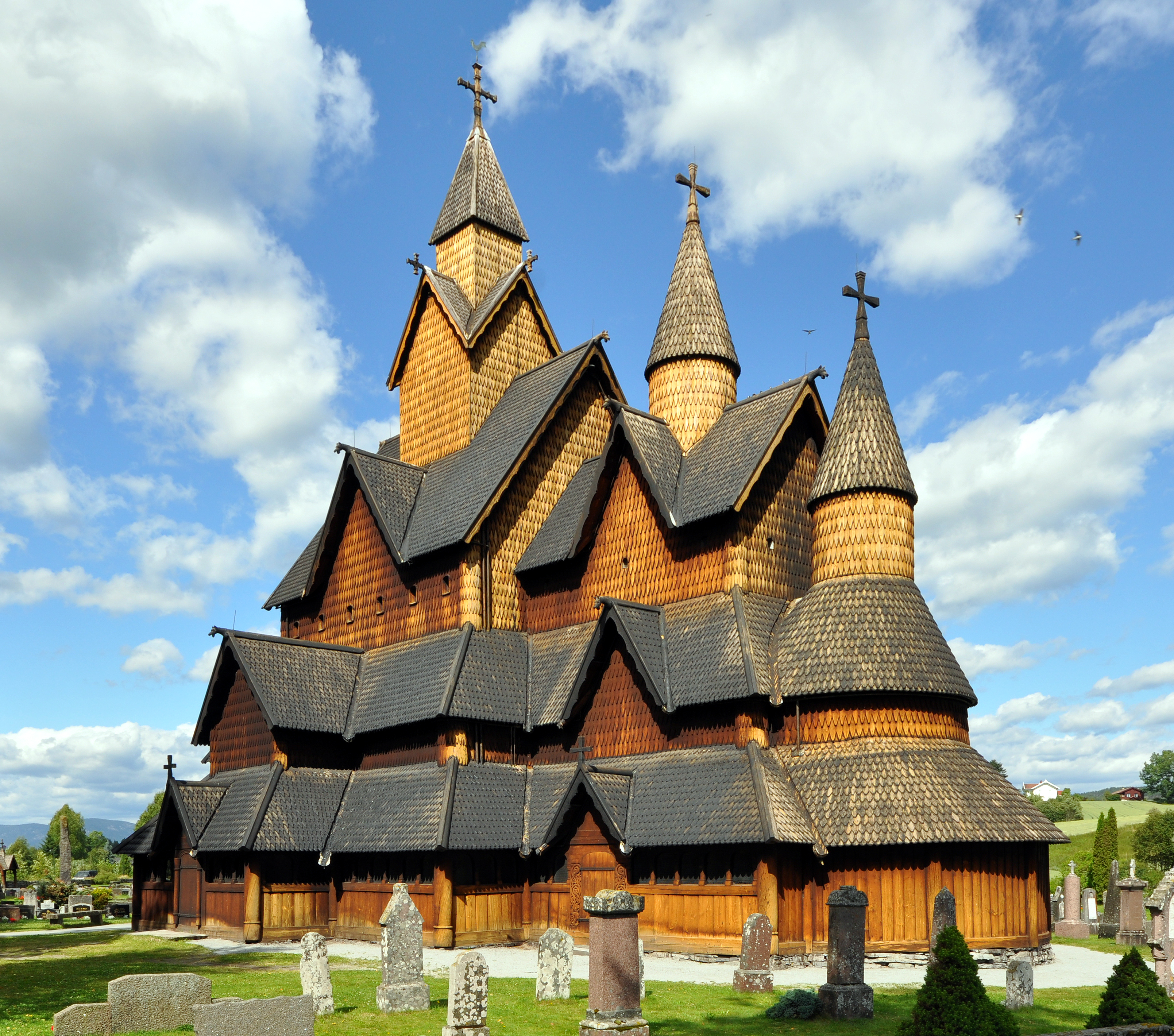
هدال استاوکرک، نوتودن، بزرگترین کلیسای نروژ

به لطف روش‌های حفاری جدید مانند کاوش در خاک سطحی، باستان‌شناسان توانسته‌اند بقایای یا پایه‌های ۴۰۰ خانه ماقبل تاریخ را که پیش تر در زیر زمین پنهان شده بودند، کشف کنند. قبل از این فقط ۲۰۰ مکان بلافاصله از لایه سطحی قابل مشاهده بود. در طول سده بیستم، باستان شناسان اسکاندیناویایی نیز در تلاش برای بازسازی خانه‌های ماقبل تاریخ بوده‌اند. بزرگترین پروژه بازسازی در نروژ، سکونتگاه عصر برنز در فورسند در ریفیلکه و مزرعه عصر آهن مزرعه عصر آهن در اولاندهاگ نزدیک به استاوانگر است. همچنین بازسازی خانه بزرگ بزرگ از عصر وایکینگ‌ها در بورگ در لوفوتن وجود دارد.
بیشتر مطالب باستان‌شناسی ما از بررسی‌های انجام شده در قرن بیستم و کاوش‌های انجام شده در شهرهای بزرگ از سال ۲۰۰۳ تاکنون از جمله بررسی‌های باستان‌شناسی دیگر از دهه ۸۰ و ۹۰ مشتق شده‌است.
اولین خانه‌های دائمی احتمالاً بین ۳۰۰۰ تا ۲۰۰۰ پیش از میلاد با ورود کشاورزی به نروژ ساخته شد. شواهد موجود نشان می‌دهد که چوب بیشترین مصالح ساختمانی برای این سازه‌ها بوده‌است. خانه‌های عصر آهن معمولاً به منظور حفظ گرما، سرپناهی برای حیوانات و انسان‌ها در خانه‌های طولانی ایجاد می‌کردند. بقایای سازه‌هایی از عصر سنگ تا عصر برنز و عصر آهن در فورساند در ریفیلکه، نزدیک استاوانگر و چندین مکان دیگر حفاری شده‌است. بیشتر خانه‌های دراز ماقبل تاریخ دارای جفت ستون‌های پشت بام بودند که فضای داخلی را به سه شبستان تقسیم می‌کردند و دیوارهایی از کاخ‌ها، چمن‌زار و چمن‌زار داشتند. ساختمان‌های مشابهی در سرتاسر اروپای شمال غربی حفاری شده‌اند.

### دوران وایکینگ و قرون وسطی
دو سنت متمایز ساختمان چوبی در معماری نروژی تلاقی یافتند. یکی از آن‌ها ساخت و ساز کلبه چوبی با کنده‌های افقی بریده‌شده در کناره‌ها بود، تکنیکی که تصور می‌شود از مردمان شرق اسکاندیناوی وارد شده‌است. دیگری سنت چوب‌سازی بود (معمولاً در کلیساهای چوبی یافت می‌شود)، احتمالاً بر اساس پیشرفت‌هایی در خانه‌های بلند ماقبل تاریخ که دارای ستون‌های سقفی حفر شده در زمین بودند. اگرچه شواهد باستان‌شناسی کمی از ساختمان‌های واقعی از اولین سازه‌های دائمی وجود دارد، یافته‌های کشتی‌های وایکینگ (مثلاً کشتی اوزبرگ) نشان‌دهنده تسلط قابل‌توجهی بر نجاری و مهندسی است. در مجمع‌الجزایر لوفوتن در نروژ شمالی، هولدینگ یکی از روسای وایکینگ‌ها در موزه لوفوتر وایکینگ بازسازی شده‌است.
بدون احتساب ۲۸ کلیسای چوبی باقی مانده در این کشور، دست کم ۲۵۰ خانه چوبی پیش از مرگ سیاه در سال ۱۳۵۰ کم و بیش دست نخورده در نروژ حفظ شده‌است. بیشتر اینها خانه‌های چوبی هستند.
با تثبیت قدرت سیاسی در نروژ و مقابله با تهدیدات خارجی، ساختارهای بزرگتری مطابق با فناوری نظامی در آن زمان ساخته شد. قلعه‌ها، پل‌ها و در نهایت کلیساها و عمارت‌ها با سنگ و سنگ‌تراشی ساخته شده‌اند. این سازه‌ها از سبک‌های اروپایی زمان خود پیروی می‌کردند.

#### کلیساهای چوبی

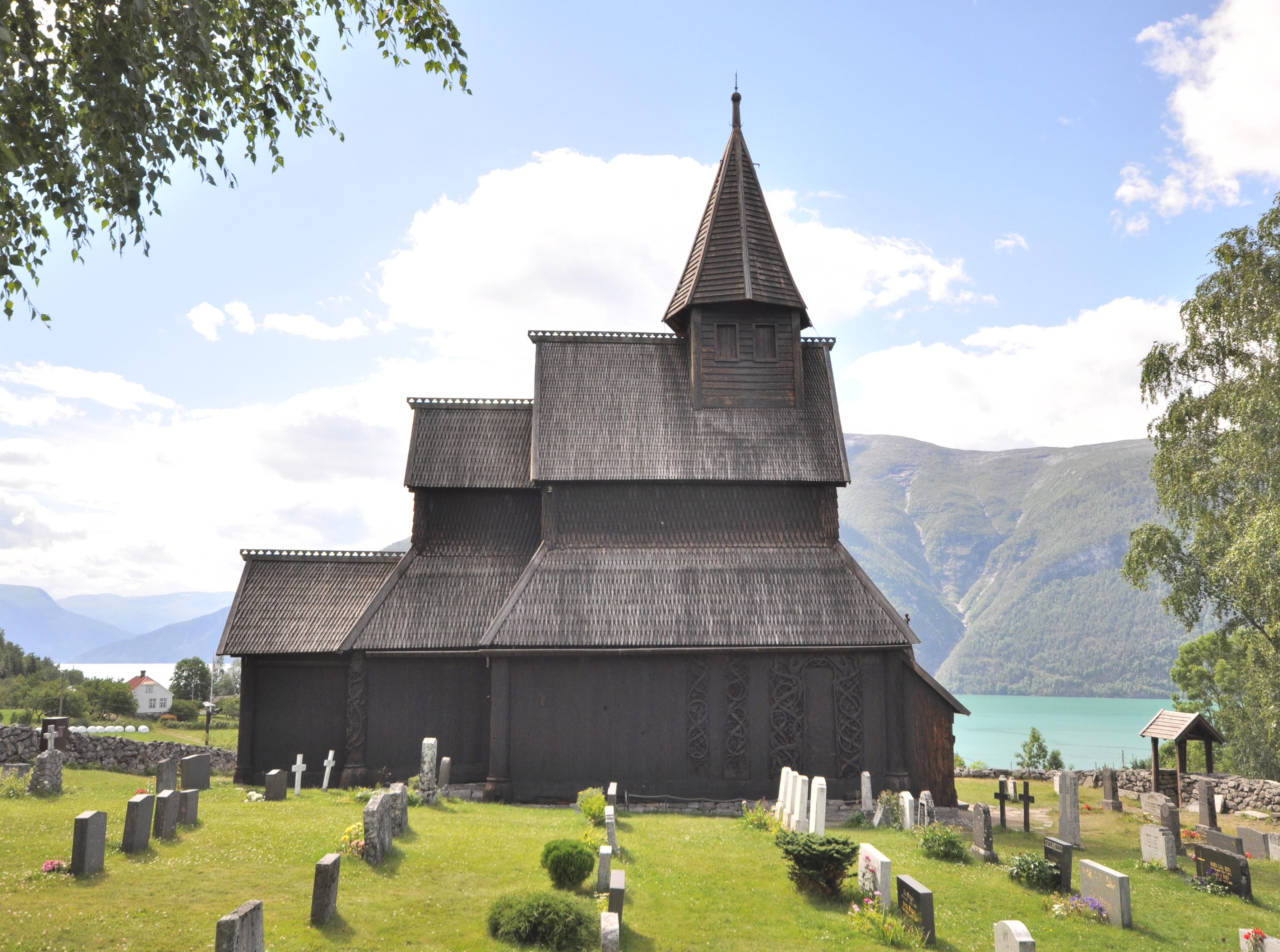
کلیسای چوبی اورنس در لوستر نروژ به عنوان میراث جهانی توسط یونسکو ثبت شده‌است.

احتمالاً بیش از ۱۰۰۰ کلیسا در نروژ در قرون وسطی ساخته شده‌است که بیشتر آنها در سده ۱۲ و ۱۳ می‌باشد. تا آغاز سده نوزدهم، حدود ۱۵۰ کلیسای چوبی همچنان وجود داشت. بسیاری از آنها به عنوان بخشی از یک جنبش مذهبی که طرفدار خطوط ساده و بدون تزیین بود، ویران شدند و امروزه تنها ۲۸ مورد از آنها باقی مانده‌است، اگرچه تعداد زیادی قبل از تخریب توسط نقشه‌های اندازه‌گیری شده ثبت و ضبط شده‌است.

### معماری رومی

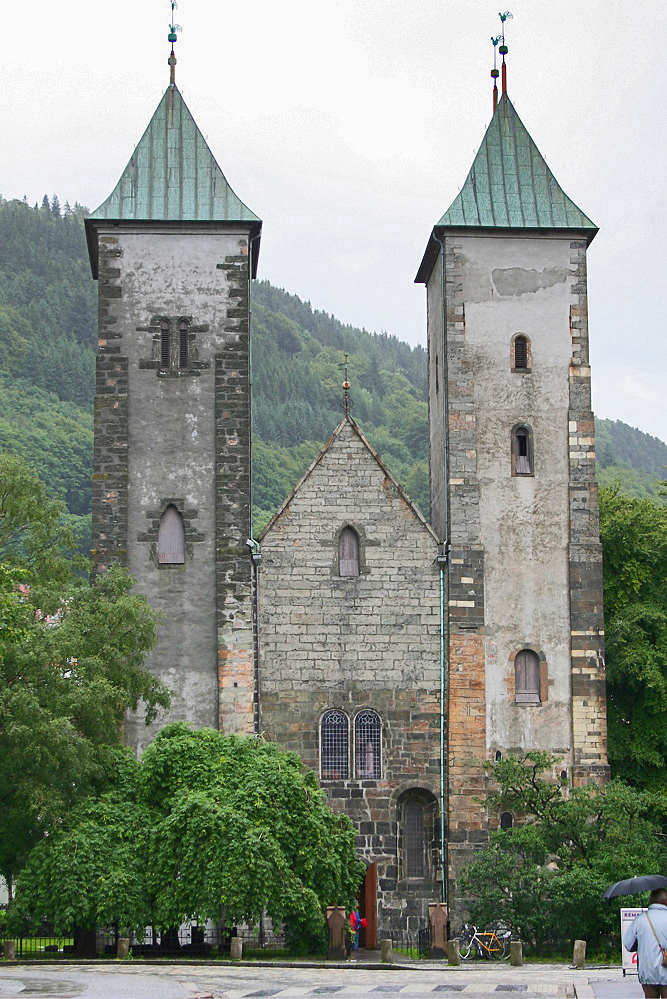
کلیسای سنت ماری در برگن نمونه ای از معماری رومی در نروژ است.

اولین کلیساهای سنگی در نروژ به سبک رومی بودند که تحت تأثیر مبلغان آنگلوساکسون، به ویژه پاپ آدریان چهارم ساخته شدند. کلیساهای بعدی تحت تأثیر معماری قاره ای قرار گرفتند. به عنوان مثال می‌توان به کلیساهای رینگساکر، Kviteseid و جاهای دیگر اشاره کرد. بسیاری از این کلیساها یا از بین رفته‌اند یا به سبک گوتیک بازسازی شده‌اند، اما نمونه‌های زیادی به ویژه کلیسای تروندنز در تروندنزین ترومس هنوز وجود دارد.

### معماری گوتیک

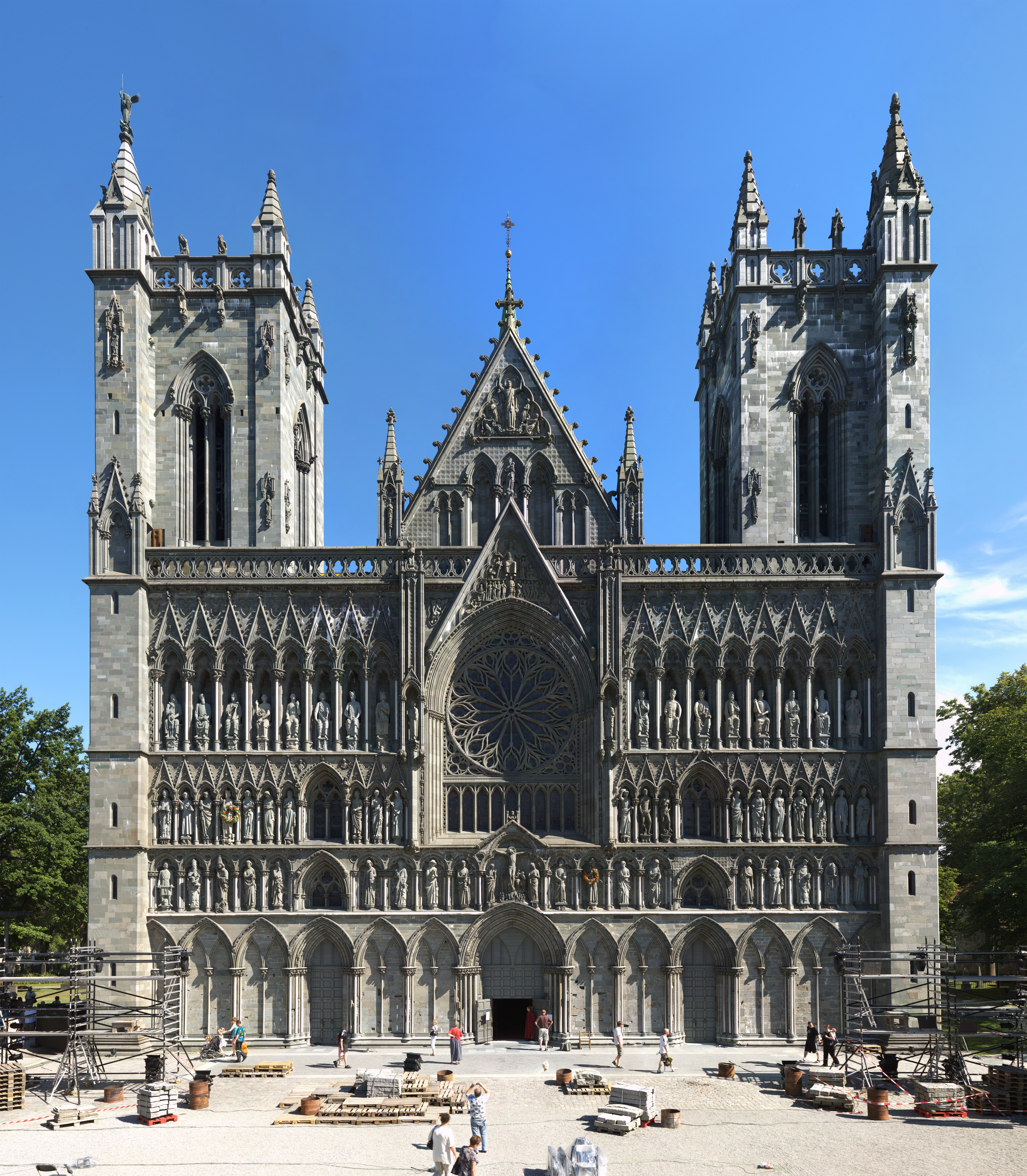
نمای غربی کلیسای جامع نیداروس (کلیسای اصلی رومی، بازسازی و توسعه یافته به سبک گوتیک ۱۱۸۳–۱۲۴۸).

چندین کلیسا که در ابتدا به عنوان سازه‌های رومی ساخته شده بودند، در دوره گوتیک اصلاح یا گسترش یافتند. از جمله کلیسای جامع هامار، که اکنون ویران شده‌است، کلیسای جامع استاوانگر، و کلیسای جامع نیداروس، یکی از مهم‌ترین مقاصد زائران در اروپای قرون وسطی است.

### تحت حاکمیت دانمارک
در اواخر قرون وسطی، دولت نروژ به شدت تضعیف شد. در سال ۱۳۸۹ نروژ وارد اتحادیه شخصی با دانمارک و سوئد در اتحاد کالمار شد. با اقامت پادشاهان در دانمارک، نروژ به تدریج به وضعیت استانی تنزل یافت و پس از اصلاحات، بسیاری از مؤسسات مستقل آن لغو شدند. دولت دانمارک در کپنهاگ نروژ را استانی عقب مانده می‌دانست که باید مورد بهره‌برداری قرار گیرد، اما ارزش سرمایه‌گذاری در معماری تاریخی را ندارد. از این رو، معماری رنسانس در نروژ در مقایسه با سایر کشورهای اروپایی غیرمعمول است.
دژهایی مانند قلعه آکرشوس در اسلو، واردوهوس در وردو، قلعه تنسبرگ در تنسبرگ، کونگسگاردن در تروندهایم و برگنهوس با برج روزنکرانتس در برگن مطابق با استانداردهای استحکامات دفاعی زمان خود از سنگ ساخته شده‌اند. بسیاری از اینها در طول سال‌ها مدرن و بازسازی شدند.
اتحادیه هانزا همچنین ساختمان‌های تجاری منحصر به فردی را در بریگن در برگن، از قرن شانزدهم، ساخت. آنها ساختمان‌های چوبی بودند که سنت‌های بومی و معماری آلمان را با هم ترکیب می‌کردند.

نمای پانوراما از بریگن. یازده خانه سمت راست پس از آتش‌سوزی در سال ۱۷۰۲ بازسازی شدند. شش خانه سمت چپ پس از آتش‌سوزی در سال ۱۹۵۵ بازسازی شدند.

#### معماری رنسانس
پس از مرگ سیاه، ساخت و سازهای بنای تاریخی در نروژ متوقف شد، به جز ساختمان‌های بومی، اما در سده ۱۶ و ۱۷ تحت مدیریت دانمارک از سر گرفته شد. نمونه‌های معدودی از معماری رنسانس در نروژ وجود دارد که برجسته‌ترین آنها برج روزنکرانتز در برگن، بارونی روزندال در هاردانگر و عمارت معاصر آسترات در نزدیکی تروندهایم و بخش‌هایی از قلعه آکرشوس است.
کریستیان چهارم تعدادی پروژه را در نروژ انجام داد که عمدتاً مبتنی بر معماری رنسانس بود او عملیات معدنی را در کونگسبرگ و روروس، که اکنون یک میراث جهانی است، تأسیس کرد. پس از یک آتش‌سوزی ویرانگر در سال ۱۶۲۴، شهر اسلو به مکان جدیدی منتقل شد و به عنوان یک شهر مستحکم با طرحی متعامد که توسط باروهایی احاطه شده بود، بازسازی شد و به کریستینیا تغییر نام داد. پادشاه کریستین همچنین شهر تجاری کریستیان‌ساند را تأسیس کرد و آن را به نام خود نامگذاری کرد.

#### معماری باروک

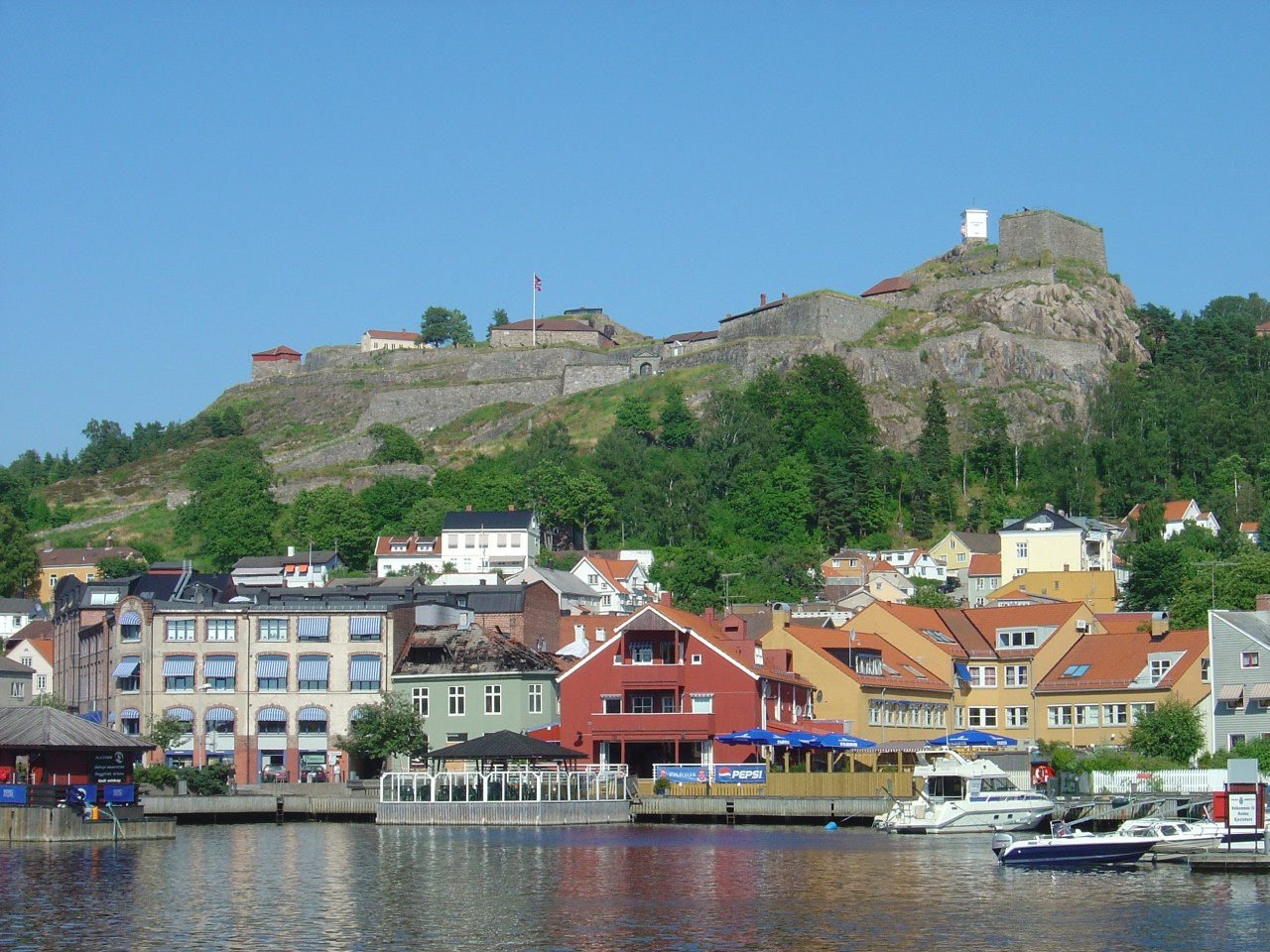
فردریکشالد / فردریکستن، یک شهر مرزی که برای محافظت از قلمرو دانو-نروژی ساخته شده‌است.

با تبدیل شدن نروژ به بخش استراتژیک پادشاهی دانمارکی-نروژی، پادشاهان دانمارکی استحکاماتی در امتداد مرزها و سواحل دریا ساختند. با گذشت زمان، بسیاری از استحکامات در مناطق مرزی و بنادر مطابق با شیوه نظامی باروک مدرن شد.
اگرچه اکثر اقامتگاه‌ها بر اساس سنت‌های بومی محلی ساخته شده‌اند، برخی از عمارت‌ها (مانند Austråt و Rosendal) تأثیر معماری باروک را نشان می‌دهند. فقط شهر کریستینیا (اسلو) دارای یک کد ساختمانی بود که ساختن خانه‌های چوبی را ممنوع می‌کرد و تعدادی از خانه‌های شهری بزرگ با الگوبرداری از انواع ساختمان‌های اروپایی ساخته شدند. برخی از کلیساهای بزرگ با دیوارهای آجری، به ویژه در برگن، کریستینیا، روروس و کونگسبرگ ساخته شدند.
احتمالاً مشهورترین سازه باروک در نروژ استیفسگوردن/Stiftsgården، اقامتگاه سلطنتی در تروندهایم است، یک ساختمان مسکونی که یکی از بزرگترین سازه‌های چوبی در شمال اروپا است.

#### معماری روکوکو
روکوکو در نروژ مقدمه ای کوتاه اما قابل توجه ارائه کرد که عمدتاً در هنرهای تزئینی و عمدتاً در دکوراسیون داخلی، مبلمان و کالاهای لوکس مانند نقره رومیزی، شیشه و ظروف سنگی ظاهر شد. در برخی از مناطق کشور، هنرمندان صنایع دستی مشخص نروژی از نقاشی‌های تزئینی، گلاب‌گیری، و سبک کنده‌کاری روی چوب را تولید کردند. در معماری خوش‌نما چند خانه شهری و عمارت چوبی تأثیر روکوکو را نشان می‌دهند، به ویژه در تروندهایم و برگن، مانور دامسگارد در برگن مهم‌ترین آنهاست.

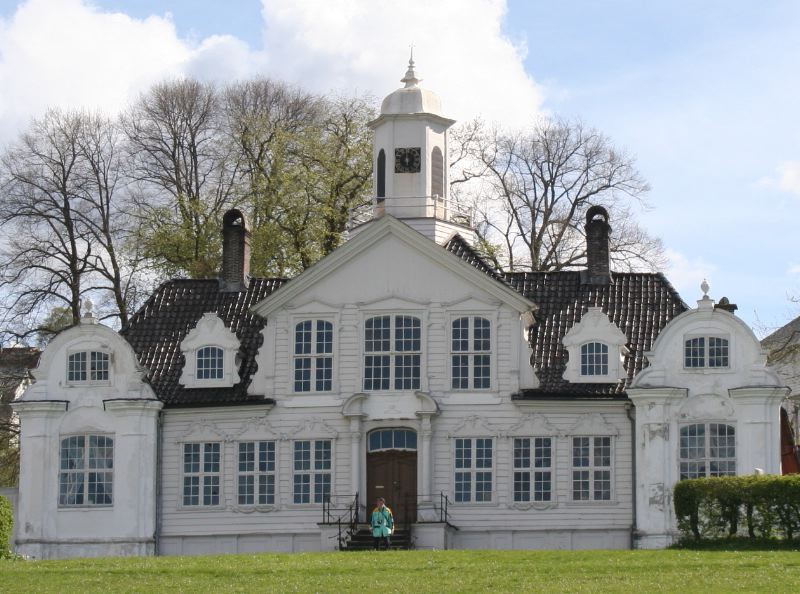
Damsgård Manor در برگن نمونه ای از معماری روکوکو نروژی است.
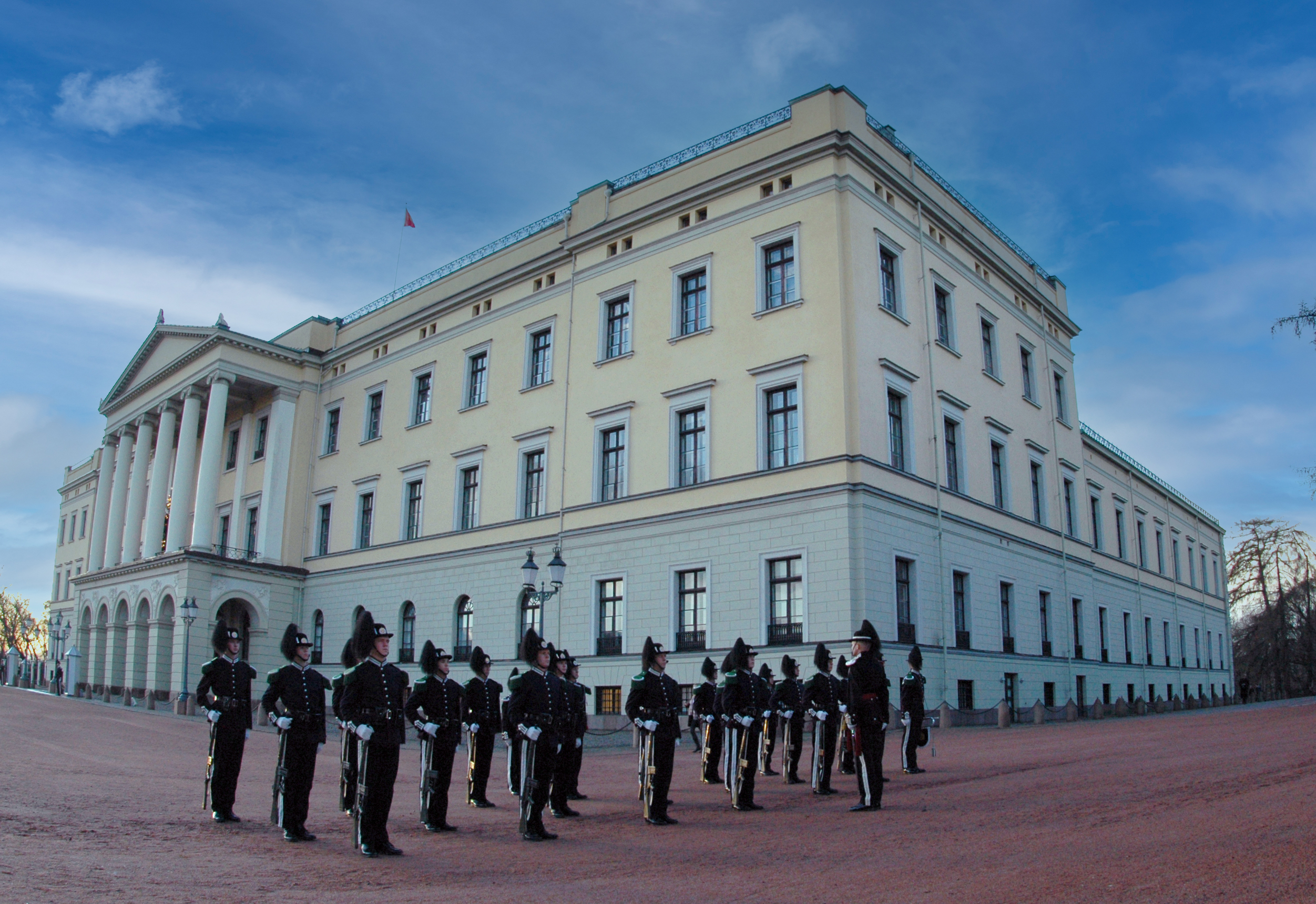
کاخ سلطنتی در اسلو، نمونه ای از معماری نئو کلاسیک در نروژ
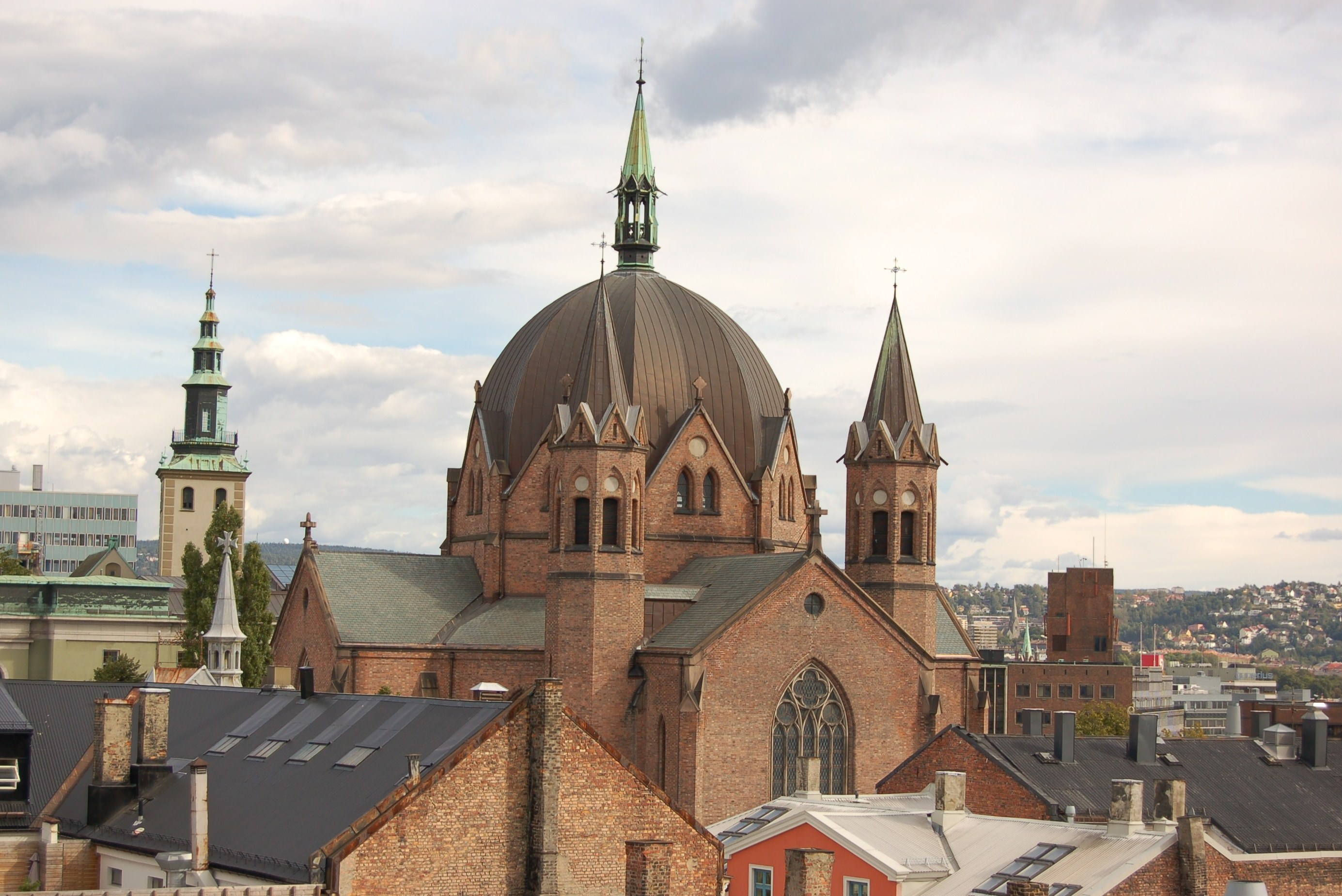
Trefoldighetskirken در اسلو
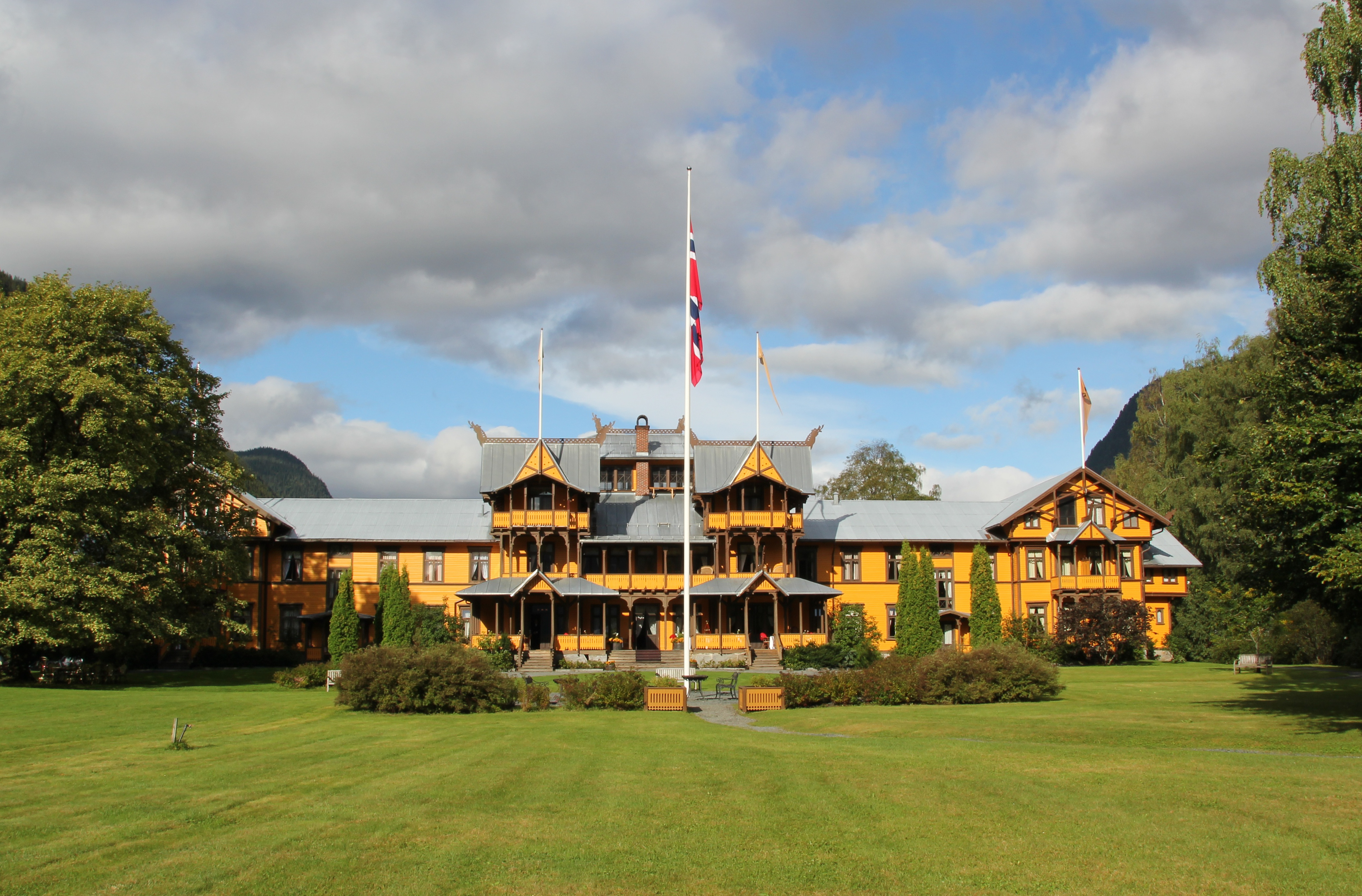
هتل دالن نمونه خوبی از به اصطلاح «سبک اژدها» است.
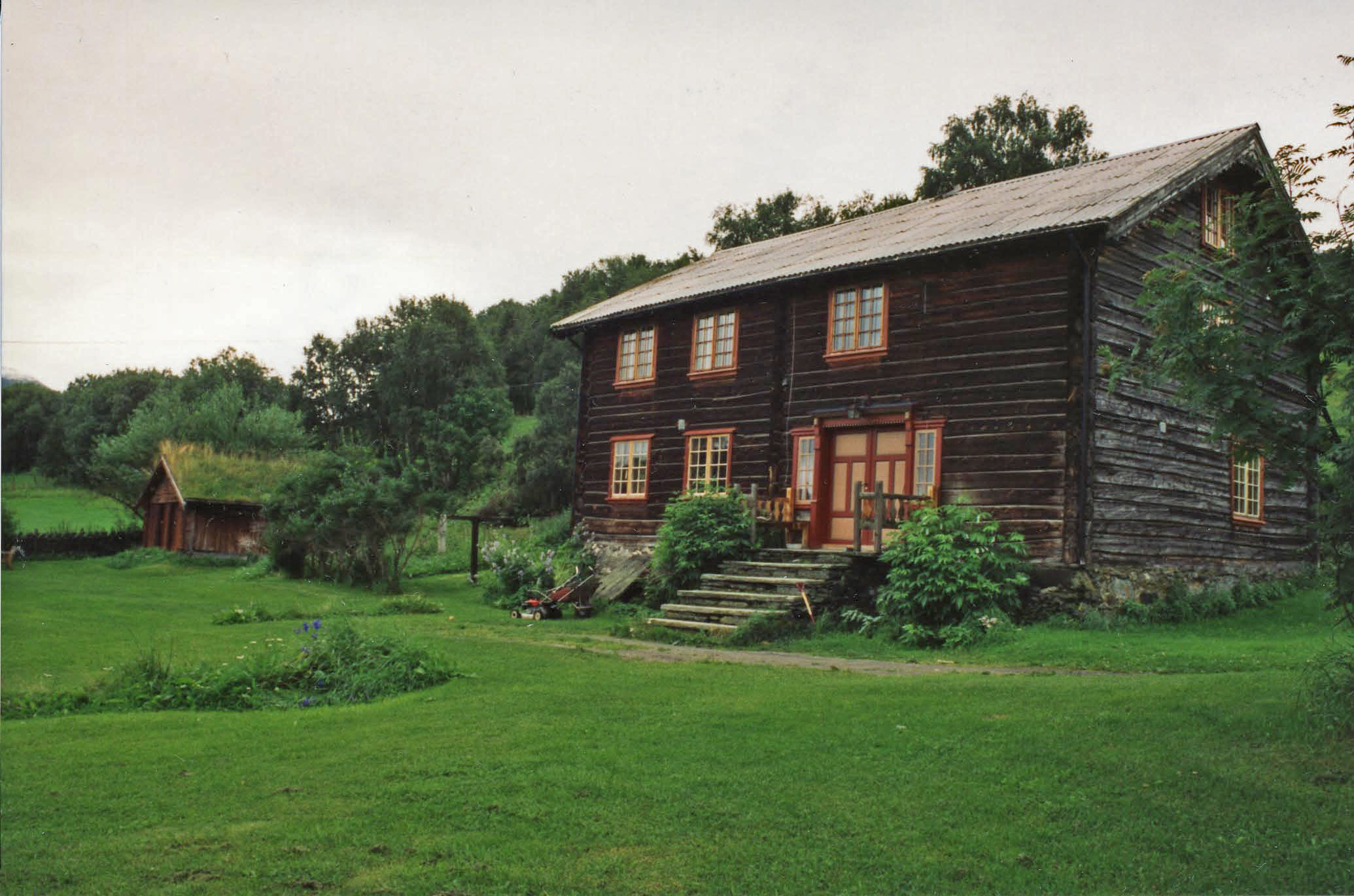
Trønderlåne - نمونه ای از معماری بومی که معمولاً در تروندلگ یافت می‌شود
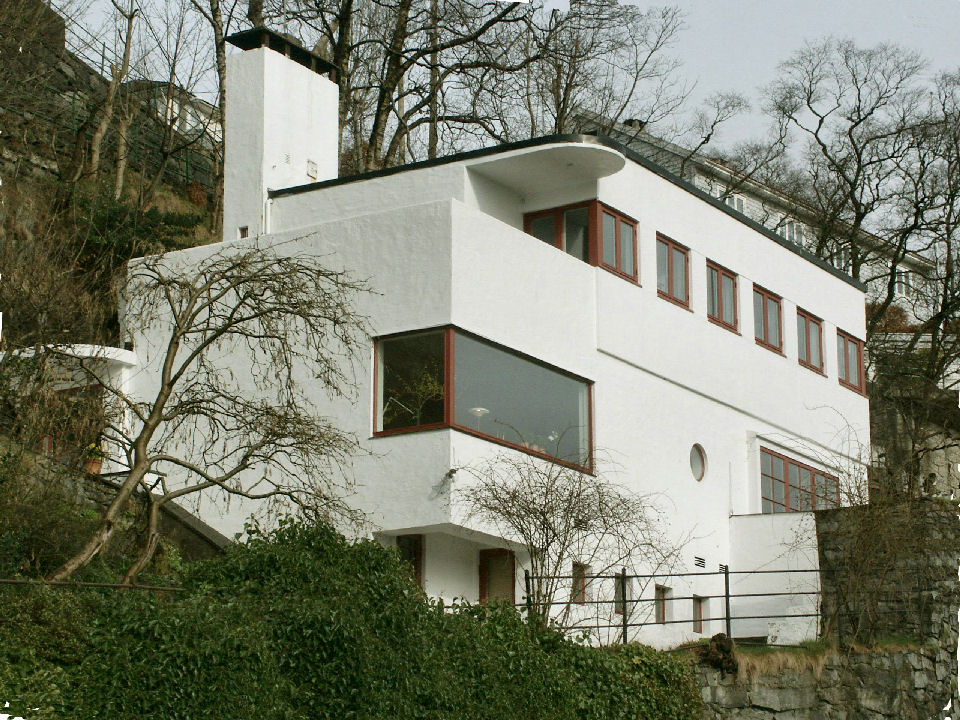
ویلا آیده در برگن، نمونه ای از معماری «فنکیس».
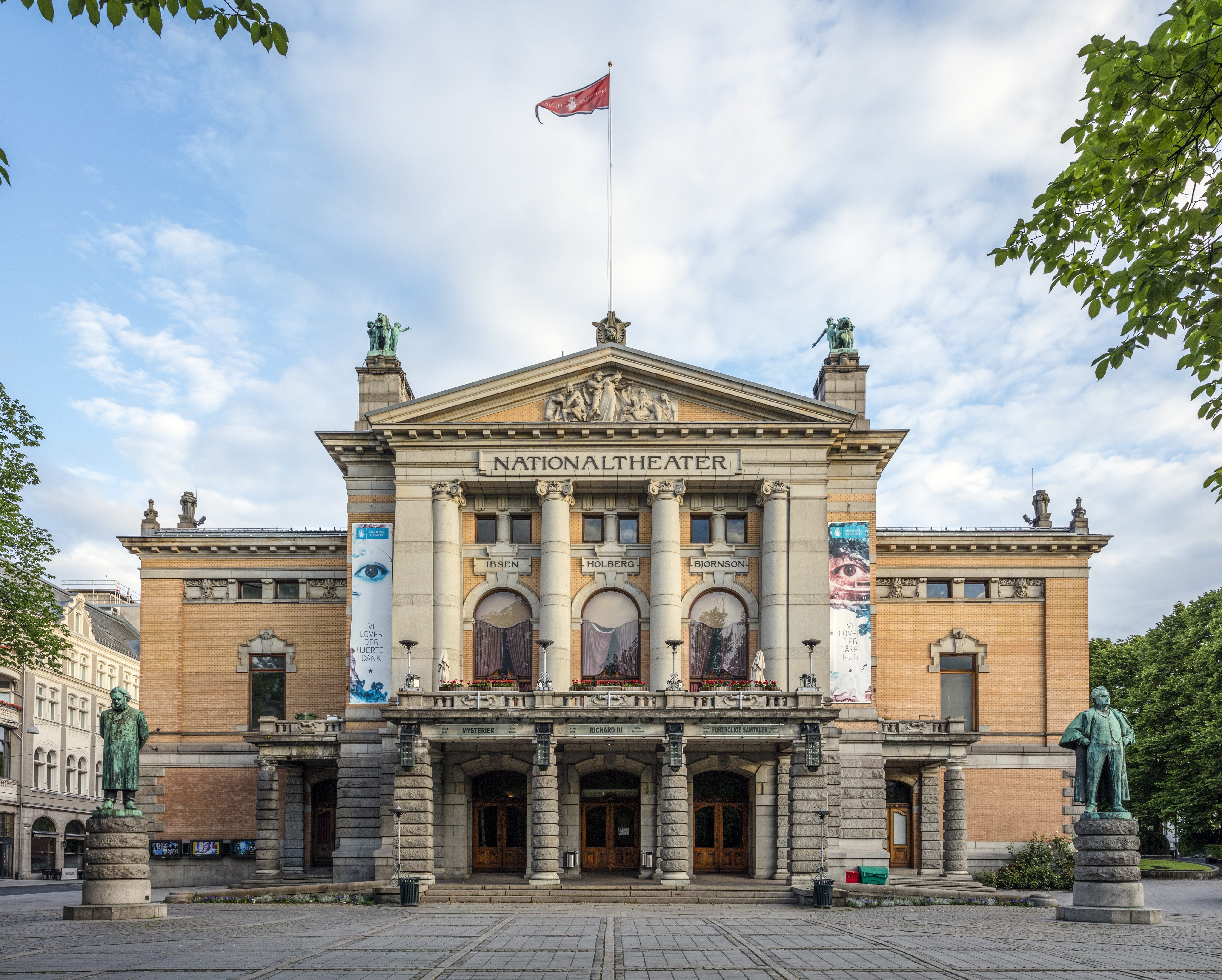
تئاتر ملی اسلو
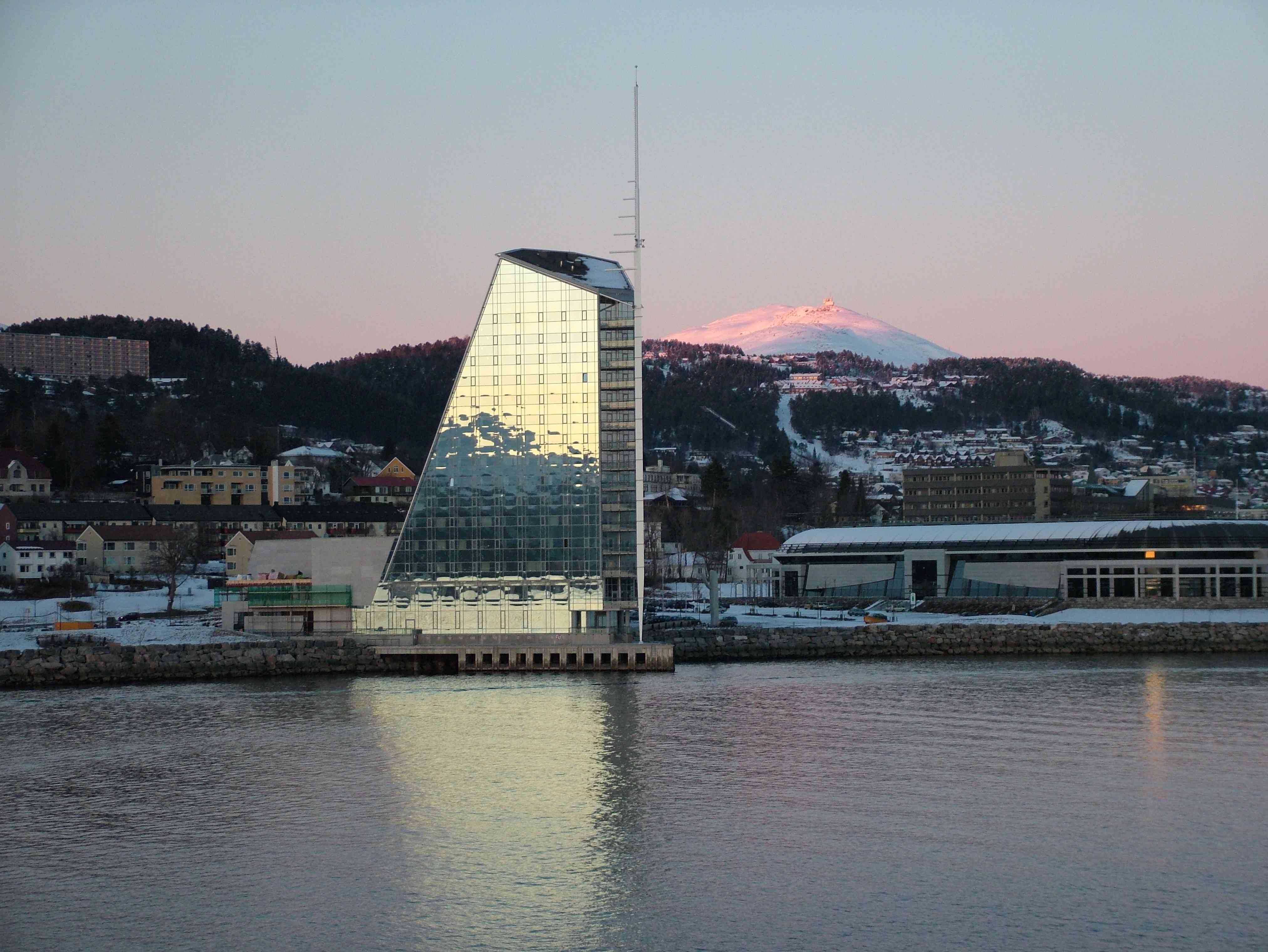
هتل ریکا سیلت در مولدا

#### نئو کلاسیک
با آغاز سده نوزدهم، کمتر از تعداد انگشت شماری از معماران آموزش دیده آکادمیک در نروژ فعال بودند که اکثر آنها افسران نظامی بودند که در رشته مهندسی عمران تحصیل کرده بودند. بازار معماران در کشوری کم سکنه بدون پایتخت، بدون دادگاه و هیچ نهاد مهم دولتی محدود بود. معماری عمدتاً مورد توجه گروه محدودی از بازرگانان و مالکان ثروتمند بود. ثروت‌های بزرگی توسط عده ای به دست آمد که سپس به دنبال احاطه کردن خود با ساختمان‌ها و باغ‌های متناسب با موقعیت اجتماعی خود بودند. این افراد که به خوبی در سطح بین‌المللی ارتباط داشتند، با آخرین روندهای معماری آشنا بودند و سازه‌های نئوکلاسیک بسیار مورد تقاضا بودند.